# 高井迪郎
高井 迪郎（たかい みちろう、1989年12月13日 - ）は、ジャパンラグビーリーグワン九州電力キューデンヴォルテクスに所属するラグビー選手。

## プロフィール
- 大分県出身[1]。
- ポジションはフランカー(FL)。
- 身長 187 cm、体重 95 kg
- ニックネームはミッチー、ミチロー。
- 7人制日本代表に選ばれたことがある[2]。
- U20日本代表に選ばれたことがある。

## 略歴
7歳からラグビーを始めた。
2008年、大分舞鶴高校卒業後、日本体育大学に入学する。
2011年、日本体育大学ラグビー部の主将に就任した。
2012年、日本体育大学卒業後、九州電力キューデンヴォルテクスに加入。
2015年9月12日に行われたトップキュウシュウ第2節の新日鉄住金八幡戦に先発出場で公式戦初出場を果たす。